# Linnaemya turbida
Linnaemya turbida là một loài ruồi trong họ Tachinidae.